# سیارک ۹۴۰

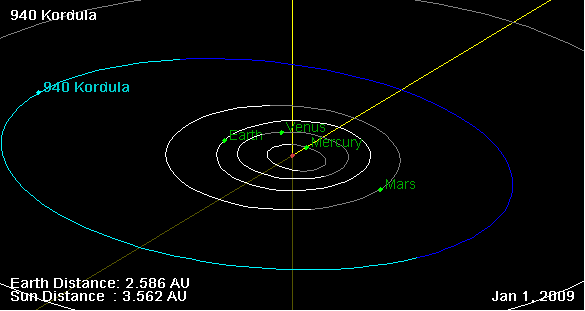
نمایی از محل قرارگیری سیارک ۹۴۰ در مدار – ۲۰۰۹

سیارک ۹۴۰ (به انگلیسی: 940 Kordula، نامگذاری:1920HT) نهصد و چهلمین سیارک کشف شده‌است که در ۱۰ اکتبر ۱۹۲۰ و در هایدلبرگ کشف شد.
قدر مطلق سیارک برابر ۹٫۵۵ است.